# Kimčchon Sangmu FC
Kimčchon Sangmu FC (korejsky) je jihokorejský fotbalový klub, který sídlí ve městě Kimčchon v provincii Severní Kjongsang, kam se přestěhoval v roce 2021. Jedná se o armádní klub složený z hráčů, kteří jsou na 2leté vojně. Nemůže tedy angažovat žádné cizince.
Klub vznikl v roce 1984 pod názvem Sangmu FC ve městě Kwangdžu, kde však v roce 2011 vznikl jiný profesionální klub a Sangmu FC se přemístilo do zmíněného Sangdžu a změnilo název na Sangju Sangmu FC.